# 萨拉拉卡内达
萨拉拉卡内达（法語：Sarlat-la-Canéda，法語發音：[saʁla la kaneda] ⓘ），简称“萨拉”或“萨尔拉”，法国西南部城市，新阿基坦大区多尔多涅省的一个市镇，同时也是该省的一个副省会，下辖萨拉拉卡内达区，其市镇面积为47.13平方公里，2022年1月1日时人口数量为8,786人，是该省人口第四多的市镇，在所有法国城市中排名第1,148位。
萨拉拉卡内达位于多尔多涅省东南部，市区位于一处丘陵之中，呈南北向条形分布，是黑色佩里戈尔地区的中心城市。萨拉拉卡内达也是法国重要的旅游城市，因当地保存完好的中世纪建筑而闻名，被评为“法国最美小城”之一。

## 地名来源

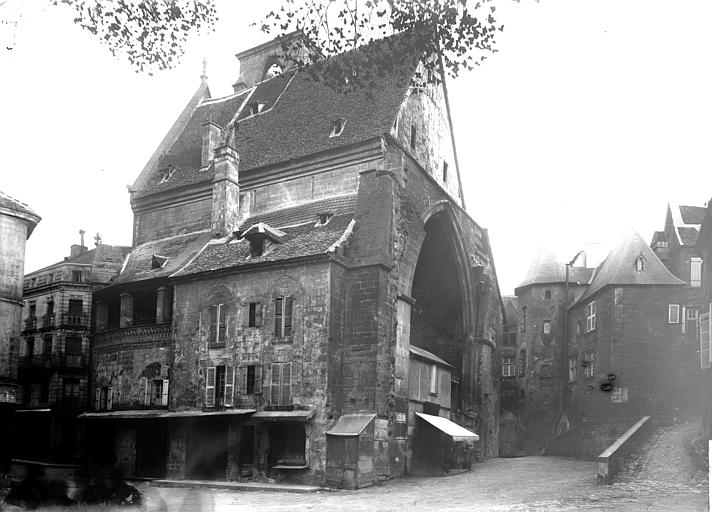
19世纪末的萨拉圣玛丽教堂

“萨拉拉卡内达”一名包含两部分，其中“萨拉”（Sarlat）来源于古凯尔特语，意为“长条状的山脉”；而“拉卡内达”一名则尚存争议，该名称可能与古希腊城市哈尼亚有关。

## 历史
萨拉拉卡内达始建于中世纪中期，公元9世纪时，萨拉是阿基坦一处修道院的领土。在维京人入侵阿基坦期间，萨拉修道院因地理位置相对偏僻而成为佩里戈尔地区唯一一个完整保留的修道院。1147年，伯爾納鐸曾短居于此。13世纪起，萨拉开始集中大量贵族，这一地区出现集镇，人口数量在13世纪末达到五千，后因黑死病疫情而导致人口数量锐减。17世纪的投石党乱期间，路易十四的高额税收引发了当地商人的不满，出现了多次抵抗运动。法国大革命后，萨拉和拉卡内达分别建立为市镇。连接这一区域的铁路线于1882年建成。二战期间，萨拉所在的佩里戈尔地区是法国重要的大后方。根据1962年颁布的《马尔罗法令》，萨拉的现代建筑需要在古城以外修建，此举使得萨拉中世纪古城得以完好的保存，并逐渐成为法国重要的旅游景点。1965年，萨拉和拉卡内达合并成为萨拉拉卡内达。

## 地理

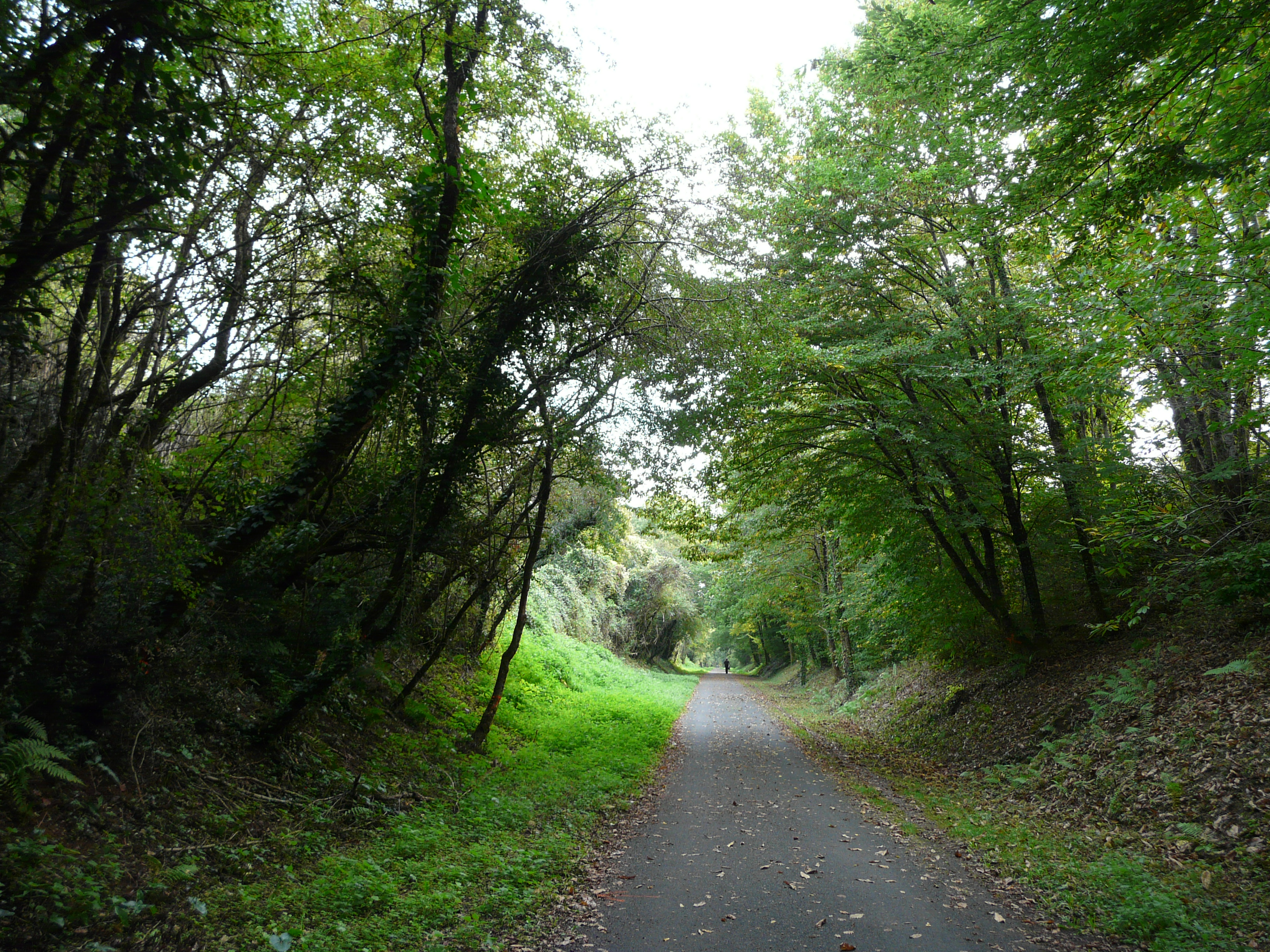
萨拉附近的绿道

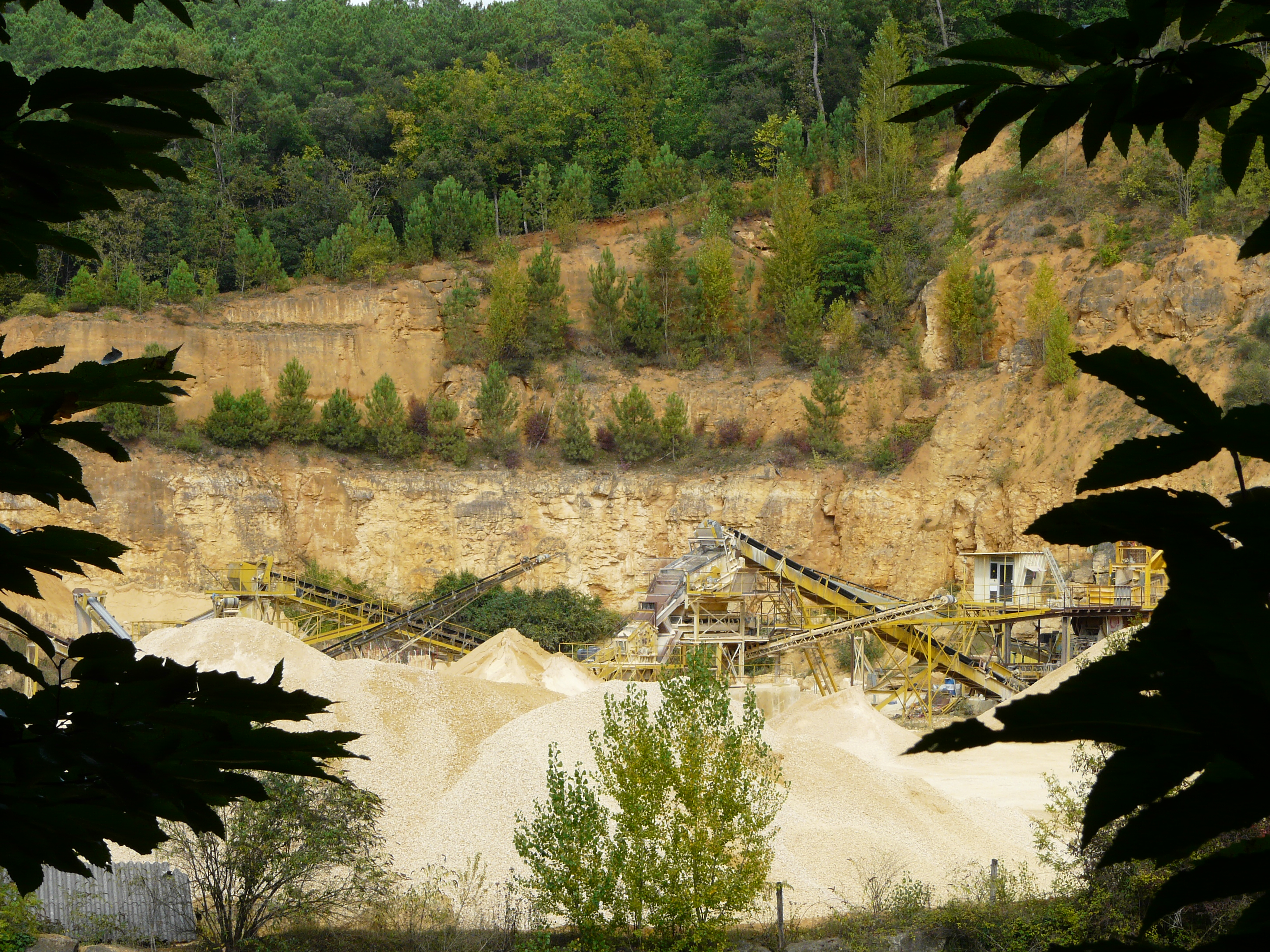
萨拉采石场

萨拉拉卡内达位于法国西南部，新阿基坦大区东部和多尔多涅省东南部，是黑色佩里戈尔地区的中心城市，距离省会佩里格大约66公里。与萨拉拉卡内达接壤的市镇包括：马西亚克-圣康坦、塔涅斯、马尔凯、圣安德烈达拉斯、韦扎克、维特拉克、卡尔萨克-阿亚克、圣樊尚勒帕吕埃勒、圣纳塔莱娜、普鲁瓦桑。

### 地形
萨拉拉卡内达位于法国中央高原西侧延伸地带，境内以丘陵为主，部分区域有较大的起伏，海拔在102到319米之间。
萨拉拉卡内达境内有一处采石场。

### 水文
屈兹河（La Cuze）发源于市区内，是多尔多涅河的一条右岸支流，后者属于加龙河水系。

### 植被
萨拉拉卡内达属于温带落叶林区，林地在市区四周的丘陵上广泛分布。

### 气候
萨拉拉卡内达在柯本气候分类法中属于温带海洋性气候。
萨拉拉卡内达境内设有气象站，以下为该气象站的数据（其中日照数据取自佩里格）：
| 萨拉拉卡内达1981年－2019年              | 萨拉拉卡内达1981年－2019年 | 萨拉拉卡内达1981年－2019年 | 萨拉拉卡内达1981年－2019年 | 萨拉拉卡内达1981年－2019年 | 萨拉拉卡内达1981年－2019年 | 萨拉拉卡内达1981年－2019年 | 萨拉拉卡内达1981年－2019年 | 萨拉拉卡内达1981年－2019年 | 萨拉拉卡内达1981年－2019年 | 萨拉拉卡内达1981年－2019年 | 萨拉拉卡内达1981年－2019年 | 萨拉拉卡内达1981年－2019年 | 萨拉拉卡内达1981年－2019年 |
| 月份                                    | 1月                        | 2月                        | 3月                        | 4月                        | 5月                        | 6月                        | 7月                        | 8月                        | 9月                        | 10月                       | 11月                       | 12月                       | 全年                       |
| --------------------------------------- | -------------------------- | -------------------------- | -------------------------- | -------------------------- | -------------------------- | -------------------------- | -------------------------- | -------------------------- | -------------------------- | -------------------------- | -------------------------- | -------------------------- | -------------------------- |
| 历史最高温 °C（°F）                     | 19 (66)                    | 23.8 (74.8)                | 26.2 (79.2)                | 31 (88)                    | 33.1 (91.6)                | 39.5 (103.1)               | 38.6 (101.5)               | 41.4 (106.5)               | 36.5 (97.7)                | 31.1 (88.0)                | 23.7 (74.7)                | 18.9 (66.0)                | 41.4 (106.5)               |
| 平均高温 °C（°F）                       | 9.5 (49.1)                 | 11 (52)                    | 15.3 (59.5)                | 18 (64)                    | 22 (72)                    | 25.8 (78.4)                | 27.2 (81.0)                | 27.3 (81.1)                | 23.7 (74.7)                | 19.1 (66.4)                | 12.3 (54.1)                | 9.5 (49.1)                 | 18.4 (65.1)                |
| 日均气温 °C（°F）                       | 5.8 (42.4)                 | 6.5 (43.7)                 | 9.8 (49.6)                 | 12.4 (54.3)                | 16.2 (61.2)                | 19.7 (67.5)                | 20.9 (69.6)                | 20.9 (69.6)                | 17.6 (63.7)                | 14.1 (57.4)                | 8.4 (47.1)                 | 5.7 (42.3)                 | 13.2 (55.8)                |
| 平均低温 °C（°F）                       | 2.2 (36.0)                 | 2 (36)                     | 4.4 (39.9)                 | 6.8 (44.2)                 | 10.3 (50.5)                | 13.6 (56.5)                | 14.6 (58.3)                | 14.4 (57.9)                | 11.4 (52.5)                | 9.1 (48.4)                 | 4.4 (39.9)                 | 2 (36)                     | 7.9 (46.2)                 |
| 历史最低温 °C（°F）                     | −10.7 (12.7)               | −13.7 (7.3)                | −11.1 (12.0)               | −2.9 (26.8)                | 0.6 (33.1)                 | 5.3 (41.5)                 | 7.4 (45.3)                 | 7.8 (46.0)                 | 2.2 (36.0)                 | −4.1 (24.6)                | −8.2 (17.2)                | −11.4 (11.5)               | −13.7 (7.3)                |
| 平均降水量 mm（）                       | 71.9 (2.83)                | 58.8 (2.31)                | 69 (2.7)                   | 87.8 (3.46)                | 79.7 (3.14)                | 57.2 (2.25)                | 63.2 (2.49)                | 63 (2.5)                   | 65.8 (2.59)                | 71.7 (2.82)                | 91.6 (3.61)                | 74.8 (2.94)                | 854.5 (33.64)              |
| 月均日照時數                            | 85.4                       | 111.3                      | 167.4                      | 178                        | 210.8                      | 231.7                      | 248                        | 240.2                      | 199.3                      | 136.9                      | 88.7                       | 78.2                       | 1,975.9                    |
| 来源：infoclimat.fr, annuaire-mairie.fr |                            |                            |                            |                            |                            |                            |                            |                            |                            |                            |                            |                            |                            |

## 行政区划
萨拉拉卡内达是法国新阿基坦大区多尔多涅省的一个市镇，编号为24520，它也是多尔多涅省的一个副省会。萨拉拉卡内达下辖萨拉拉卡内达区，管理萨拉拉卡内达县，同时也是萨拉-黑色佩里戈尔市镇公共社区的办公驻地。
法国国家统计与经济研究所（简称）在进行数据统计时，将萨拉拉卡内达单独设为萨拉拉卡内达城市核心区，并将包括核心区在内的周边共17个市镇划为萨拉拉卡内达城市区。同时，还将萨拉拉卡内达市镇分为了5个“块区”（IRIS），以便于统计人口分布情况。

## 交通

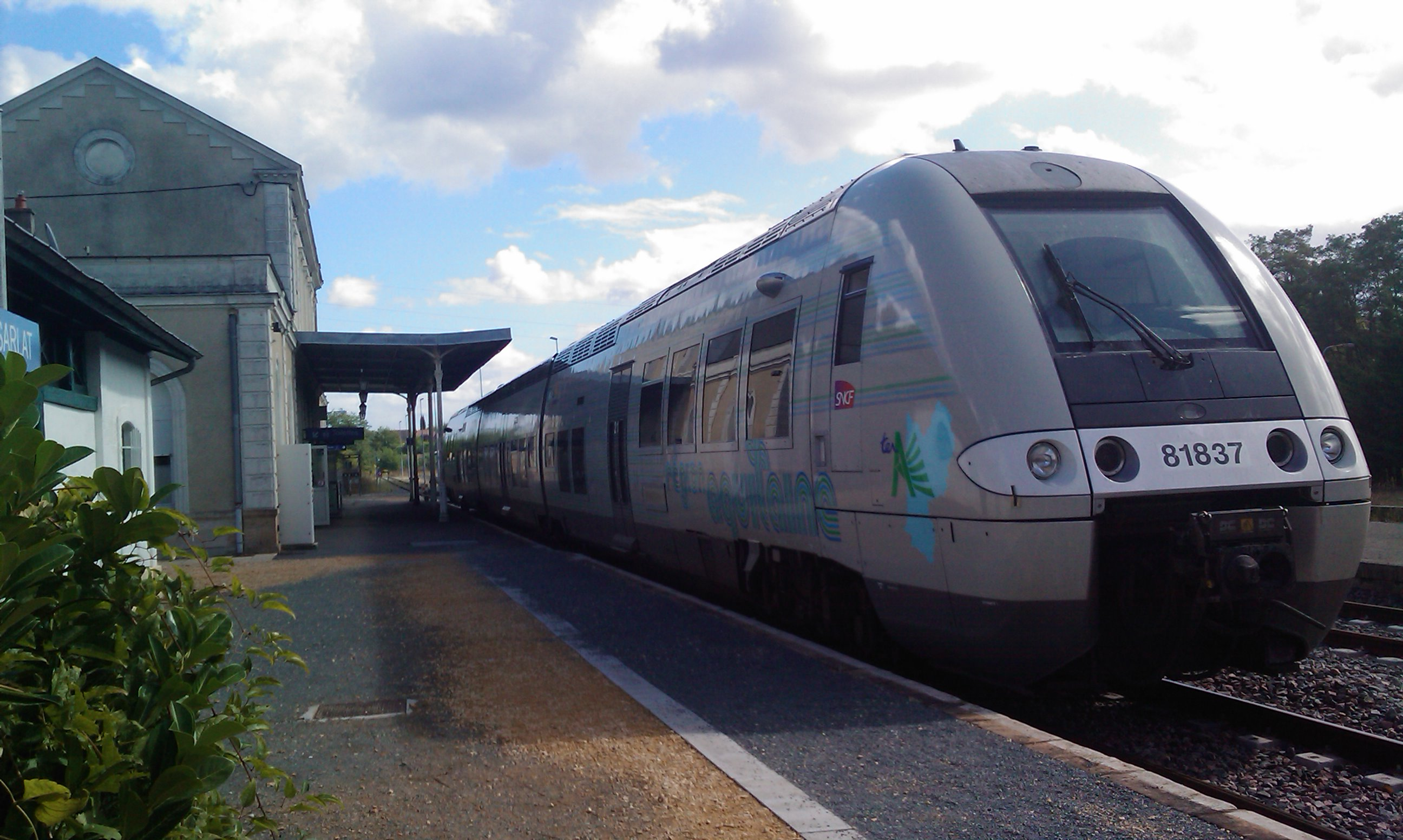
萨拉站内停靠的一列区域列车

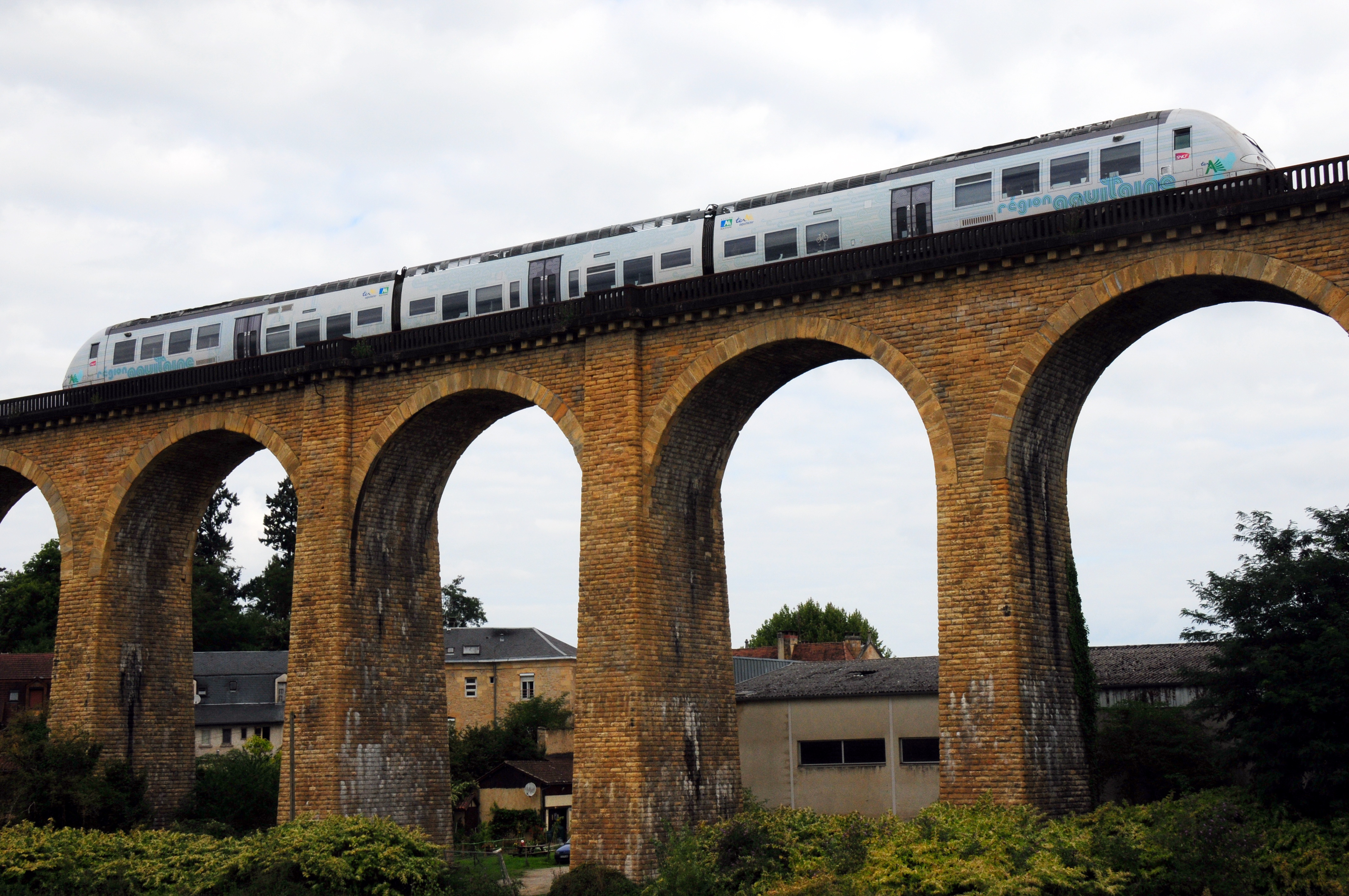
萨拉铁路高架桥

### 公路
多条多尔多涅省省道在萨拉拉卡内达境内交汇。多尔多涅省城际客运（商业名称为）开行自萨拉拉卡内达前往佩里格和苏亚克两个方向的长途巴士线路。
2016年，61.9%的萨拉拉卡内达家庭拥有至少一辆的私人汽车。同年，萨拉拉卡内达境内共发生各类交通事故1起，造成1人受伤。

### 铁路
萨拉拉卡内达位于佩里戈尔地区锡奥拉克－卡祖莱斯铁路上，该铁路萨拉以东的路段已关闭。萨拉站位于市区南部，每天开行五班直达波尔多的区域列车，全程运行时间约2小时20分钟。

### 航空
距离萨拉拉卡内达最近的民用航空站为布里夫-苏亚克机场，距离萨拉拉卡内达市中心的公路里程约40公里。

### 城市公共交通
萨拉拉卡内达政府提供免费城市公共交通系统，其商业名称为，包括两条线路，其中A线每天往返6班；B线每天往返一班，两线均使用可载12名乘客的小型巴士。

## 政治

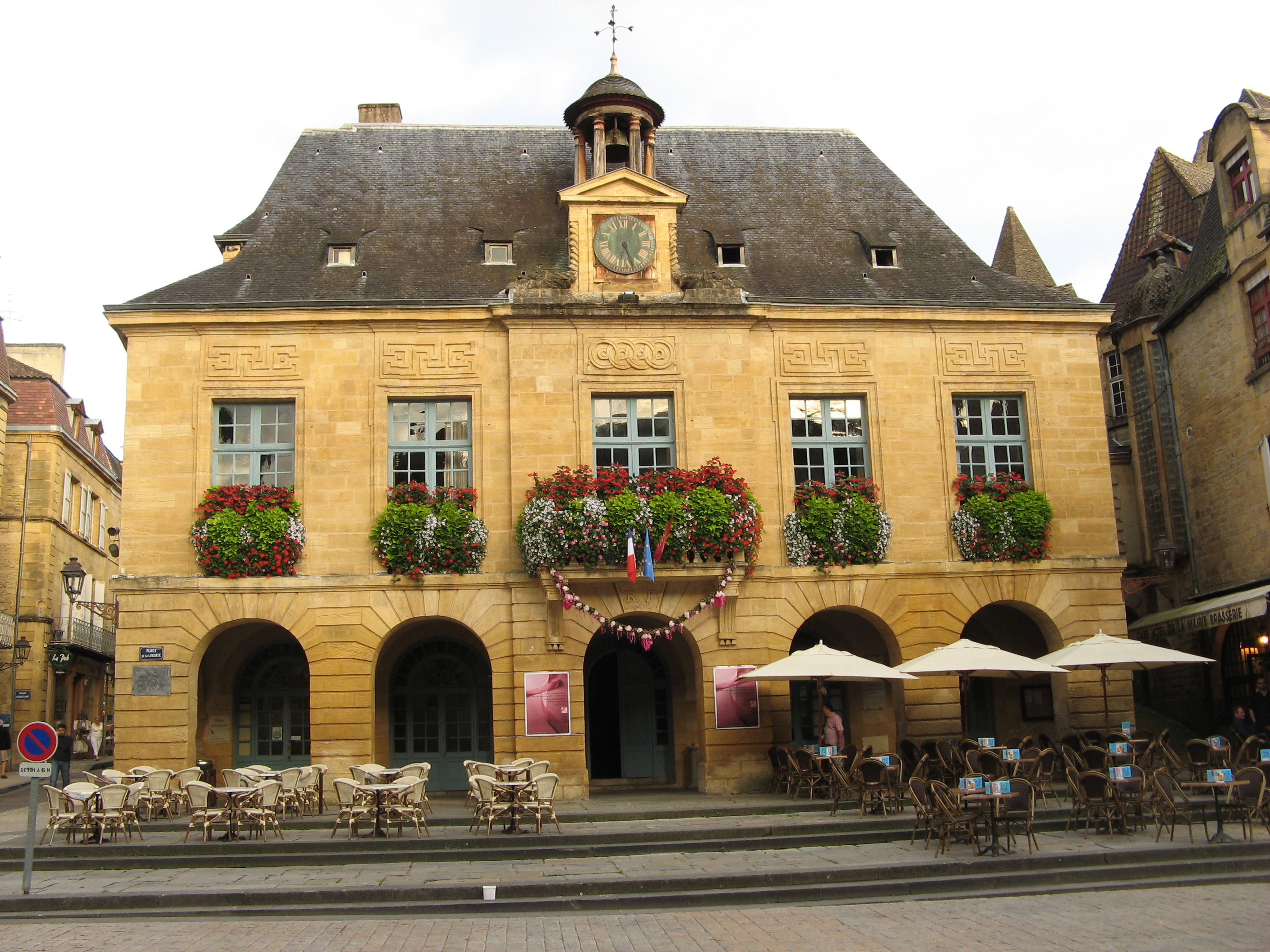
萨拉拉卡内达市政厅

萨拉拉卡内达的现任市长为让-雅克·德佩雷蒂先生，他是一名无党派人士，在2020年的市政选举中获得了38.97%的支持率。
在2017年的法国总统大选中，法国第25任总统埃马纽埃尔·马克龙在萨拉拉卡内达获得了73.3%的支持率。
| 萨拉拉卡内达历届市长 |                    |                                                    |
| 任期                 | 市长               | 党派                                               |
| 1944年－1947年       | 路易·阿尔莱        | SFIO工人国际法国支部                               |
| 1947年－1953年       | 让-贝尔纳·代尔佩拉 | 不详                                               |
| 1953年－1959年       | 路易·阿尔莱        | SFIO工人国际法国支部                               |
| 1959年－1971年       | 让·勒克莱尔        | SFIO工人国际法国支部 →PS社会党                     |
| 1971年－1977年       | 居伊·富尼耶        | 不详                                               |
| 1977年－1989年       | 路易·代尔蒙        | PCF法国共产党                                      |
| 1989年－             | 让-雅克·德佩雷蒂   | RPR保衛共和聯盟 →UMP人民运动联盟 →LR共和黨 →無黨籍 |

## 人口
2017年，萨拉拉卡内达市镇人口数量为8,869，在法国排名第1,148位。其中男性4,147人，女性4,799人，75岁及以上人口占13.1%，外籍人口数量为551人，人口密度为188人/平方公里，当地居民被称为（男性）或（女性）。2018年，萨拉拉卡内达境内出生56人，死亡人口125人。
| 年份   | 1936  | 1946  | 1954  | 1962  | 1968  | 1975  | 1982  | 1990  | 1999  | 2006  | 2007  | 2008  | 2013  | 2017  |
| ------ | ----- | ----- | ----- | ----- | ----- | ----- | ----- | ----- | ----- | ----- | ----- | ----- | ----- | ----- |
| 人口數 | 6,982 | 7,108 | 7,073 | 7,150 | 8,801 | 9,765 | 9,670 | 9,909 | 9,707 | 9,432 | 9,381 | 9,331 | 9,259 | 8,869 |

## 经济
萨拉拉卡内达是一个区域性的中心城市，当地共有各类用人单位2,257家，平均历史为17年，行政、医疗及社会服务是当地的主要就业岗位类型。

## 财政收入
2018年，萨拉拉卡内达的财政收入总额为19,037,800欧元，财政支出总额为17,873,700欧元，当年的债务总额为14,471,300欧元。
2014年，萨拉拉卡内达的人均收入总额为2,387欧元，其中高职人员为3,734欧元，普通职员为1,676欧元。
2016年，萨拉拉卡内达境内的青壮年（15至64岁）失业率为18%，当地37.6%的家庭拥有纳税资格。

## 社会事务

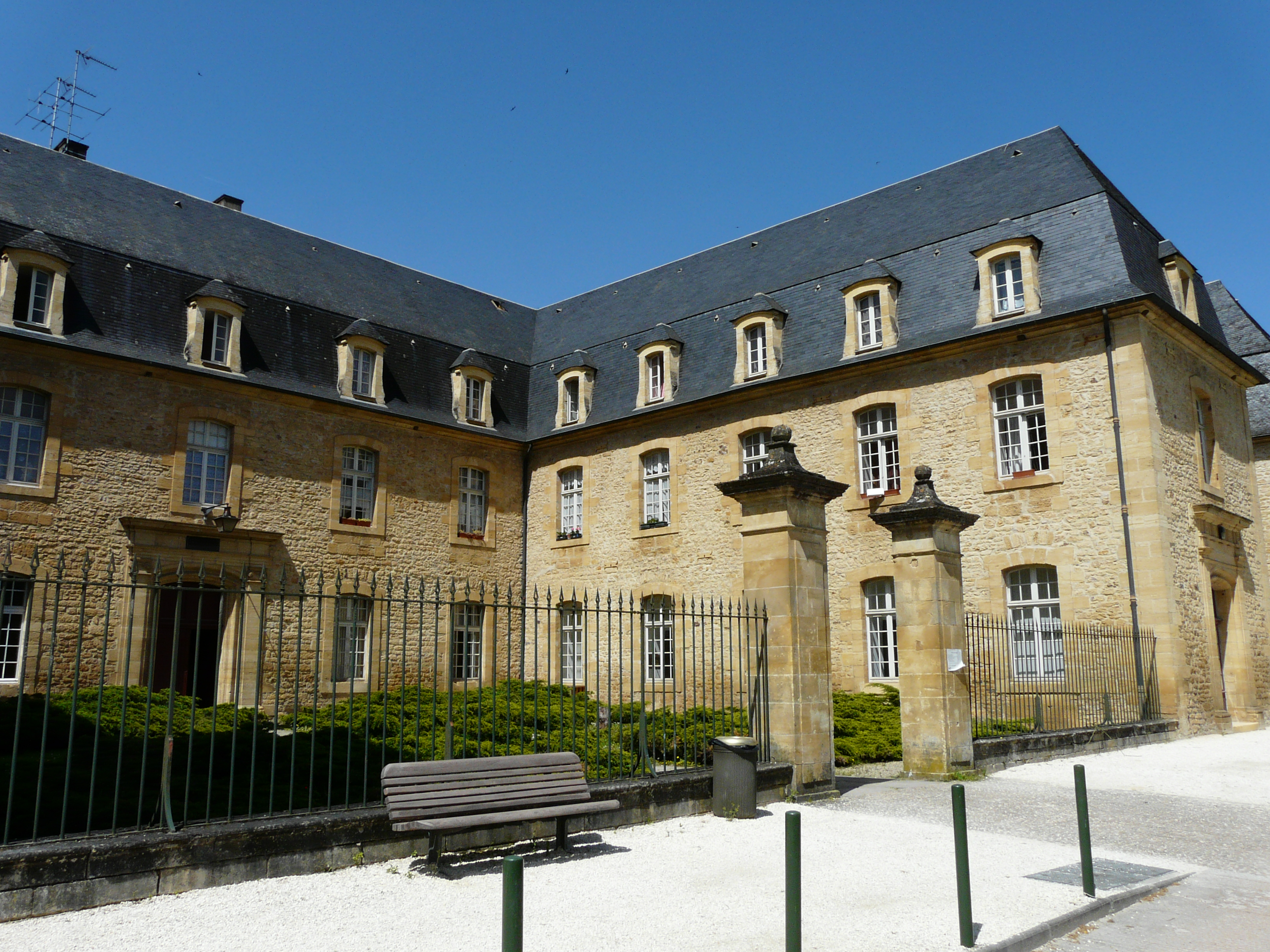
萨拉医院旧址

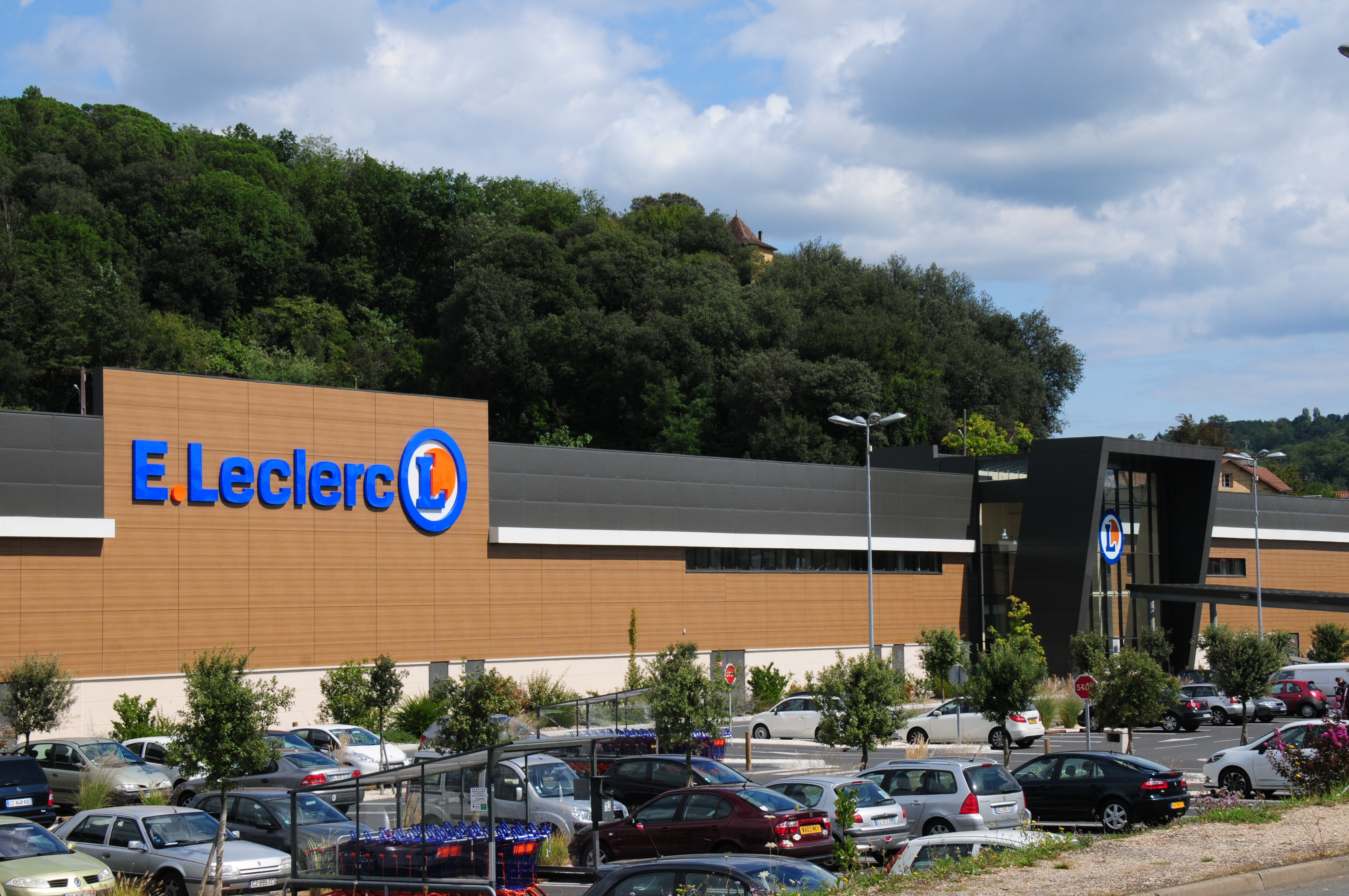
萨拉拉卡内达附近的现代购物中心

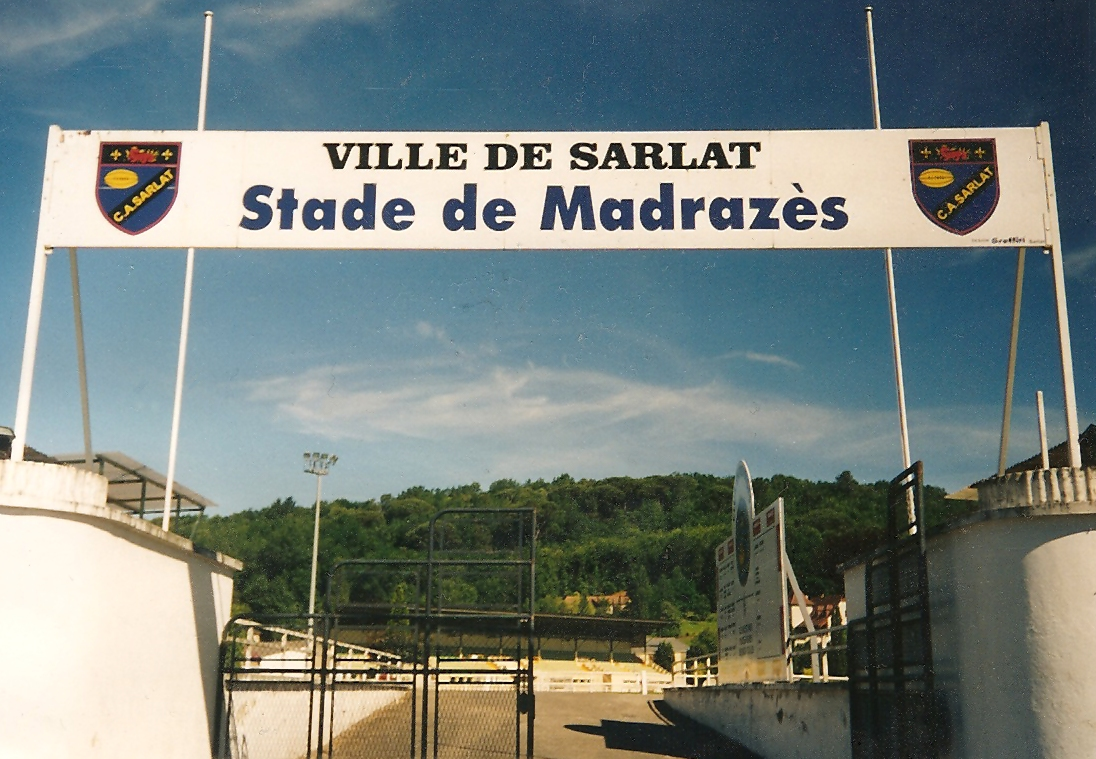
马德拉泽斯球场

### 教育
萨拉拉卡内达属于波尔多学区。截止2018年1月1日，萨拉拉卡内达境内共有3所幼儿园、5所小学、2所初级中学、1所普通高中和2所职业高中。2018至2019学年度，萨拉拉卡内达境内共有在校中小学生2,017名。

### 医疗
截止2018年1月1日，萨拉拉卡内达境内共有全科医生13名、保健师11名、牙医7名、护士17名、耳科医生1名、眼科医生2名、皮肤科医生1名、助产士2名、儿科医生1名和妇科医生1名。境内共有药房5家、养老院3家、残疾人帮扶中心7家。
萨拉拉卡内达中心医院，全名为“萨拉让·勒克莱尔中心医院”（Centre hospitalier Jean Leclaire de Sarlat），位于萨拉拉卡内达市区东北部，设有床位333个，是当地规模最大的公立综合性医院。

### 住房
2016年，萨拉拉卡内达境内共有各类住房6,321套，其中74.3%为常住房屋。集中式居民区少量分布在市区东部。

### 商业
2017年，萨拉拉卡内达境内共有各类商铺1,051家，其中餐饮服务类504家。市区南部建有大型开放式商业街区。

### 体育
2018年，萨拉拉卡内达境内共有1家游泳池、3间健身房、2座综合体育场、7处网球场、9处足球或橄榄球场以及2处篮球或排球场。
萨拉马西亚克足球俱乐部（Sarlat-Marcillac FC）是当地的一支足球队，2020至2021赛季参加新阿基坦大区足球联赛。
萨拉黑色佩里戈尔体育俱乐部是当地的一支橄榄球队，成立于1903年，2019至2020赛季参加法国橄榄球戊级联赛，其主场马德拉泽斯球场（Stade de Madrazès）是当地重要的体育设施。

### 环境
萨拉拉卡内达的环境事务由其所属的公共社区负责。2017年，萨拉拉卡内达境内共有1家污染企业。

### 治安
2014年，萨拉拉卡内达及附近地区共发生各类案件2,144起，其中盗窃类案件1,117起，经济类案件306起，毒品交易类案件214起。

## 文化
2018年，萨拉拉卡内达境内共有1个剧场、1个电影院和1个博物馆。萨拉拉卡内达市政府提供多媒体中心，向公众全年开放。

### 建筑
萨拉拉卡内达因其保存完好的中世纪古城而闻名，是法国艺术与历史之城。境内有多处法国国家文物保护单位，其中薩爾拉主教座堂、萨拉圣玛丽教堂、拉波哀西故居、蓝衣忏悔者小堂等为当地的代表性建筑物。

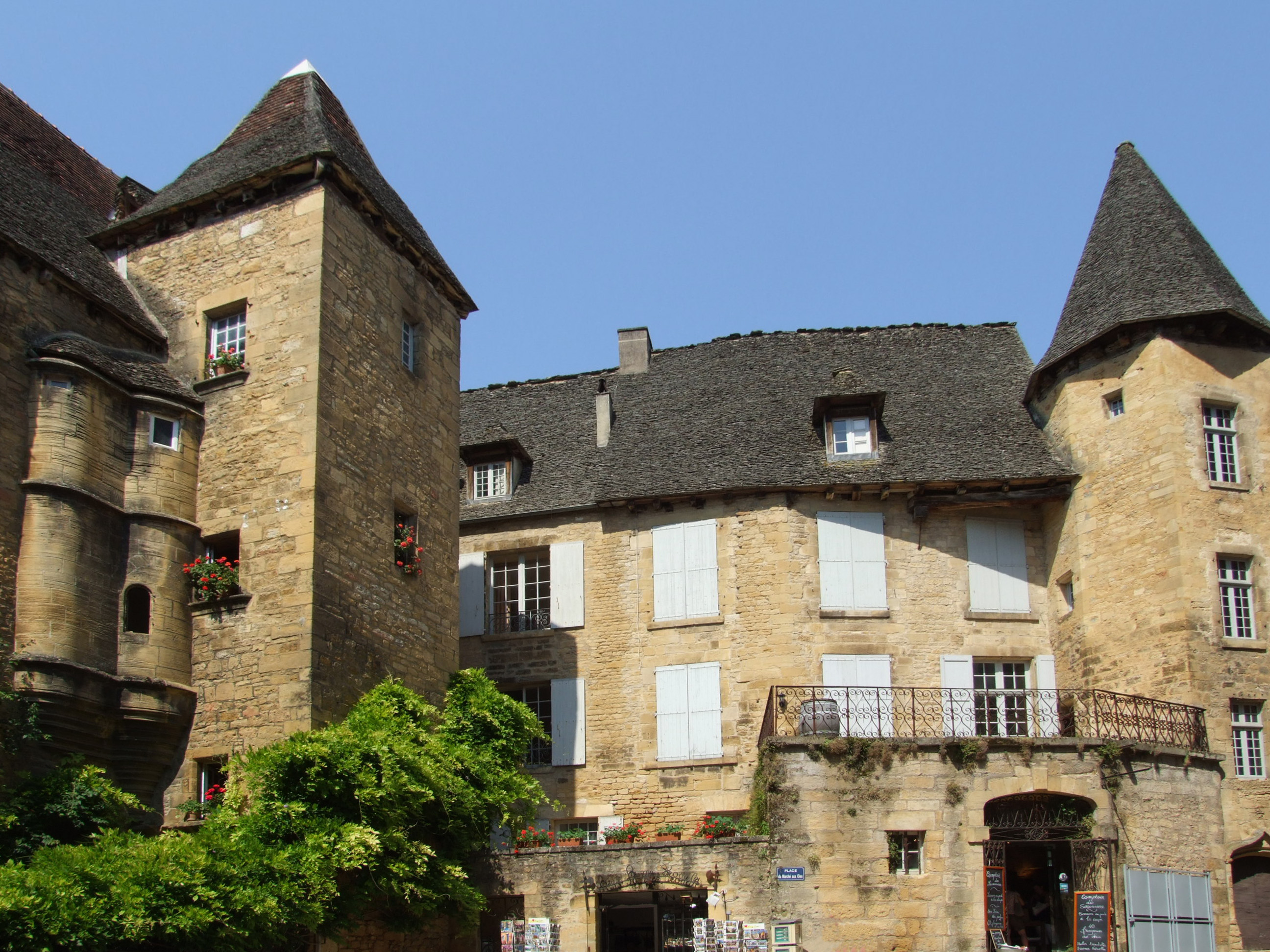
老城民居
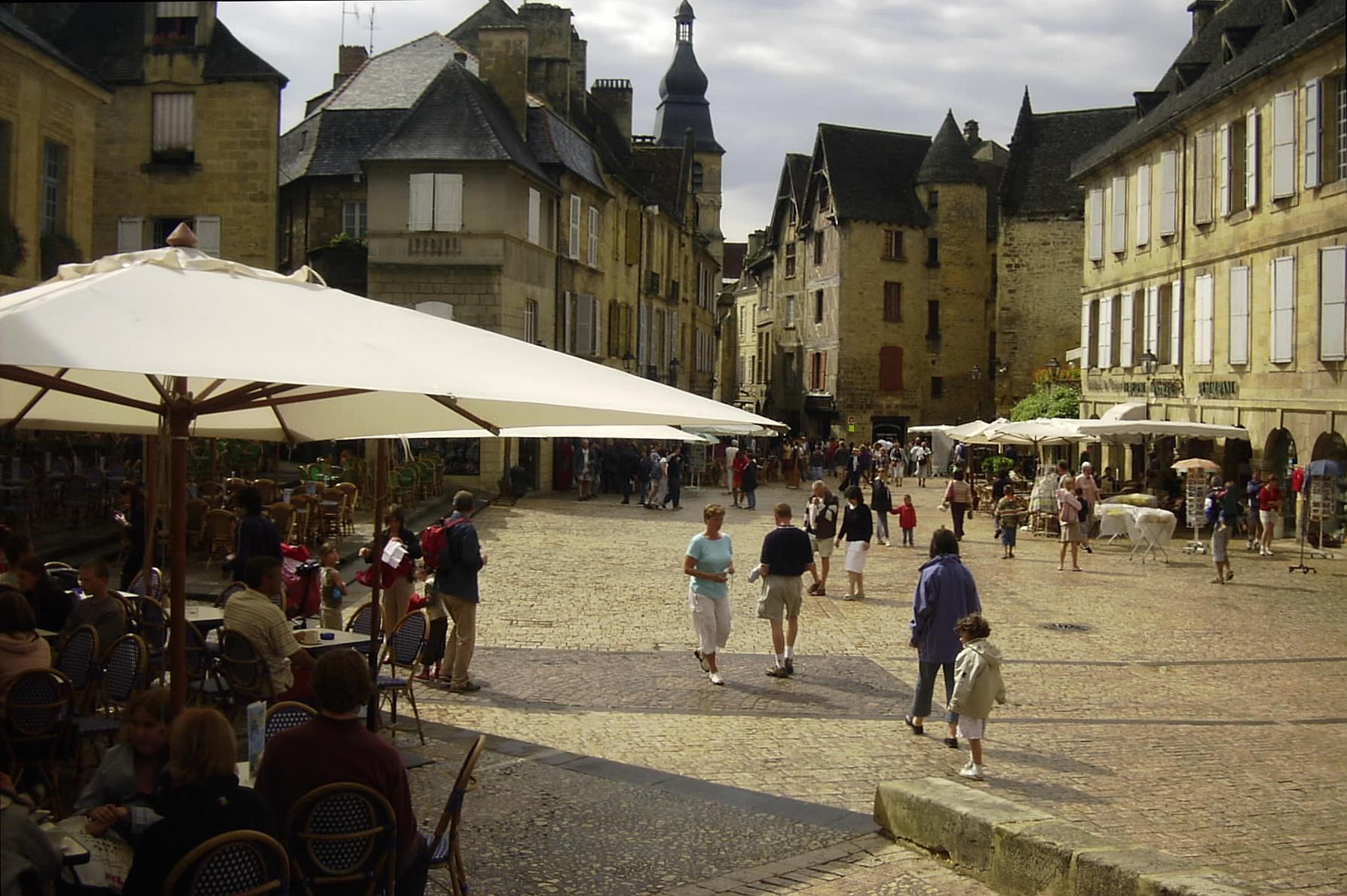
老城广场
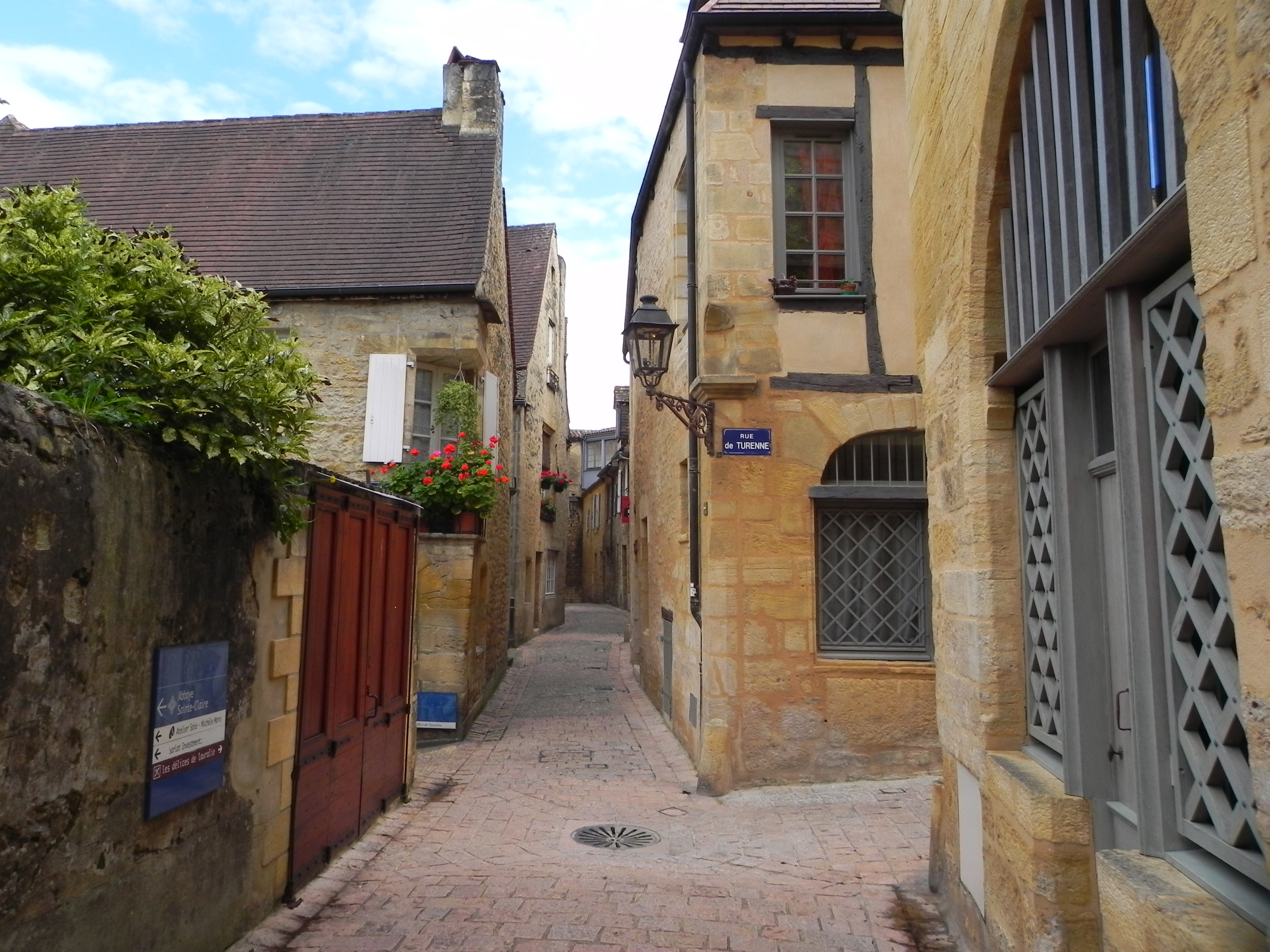
老城街道
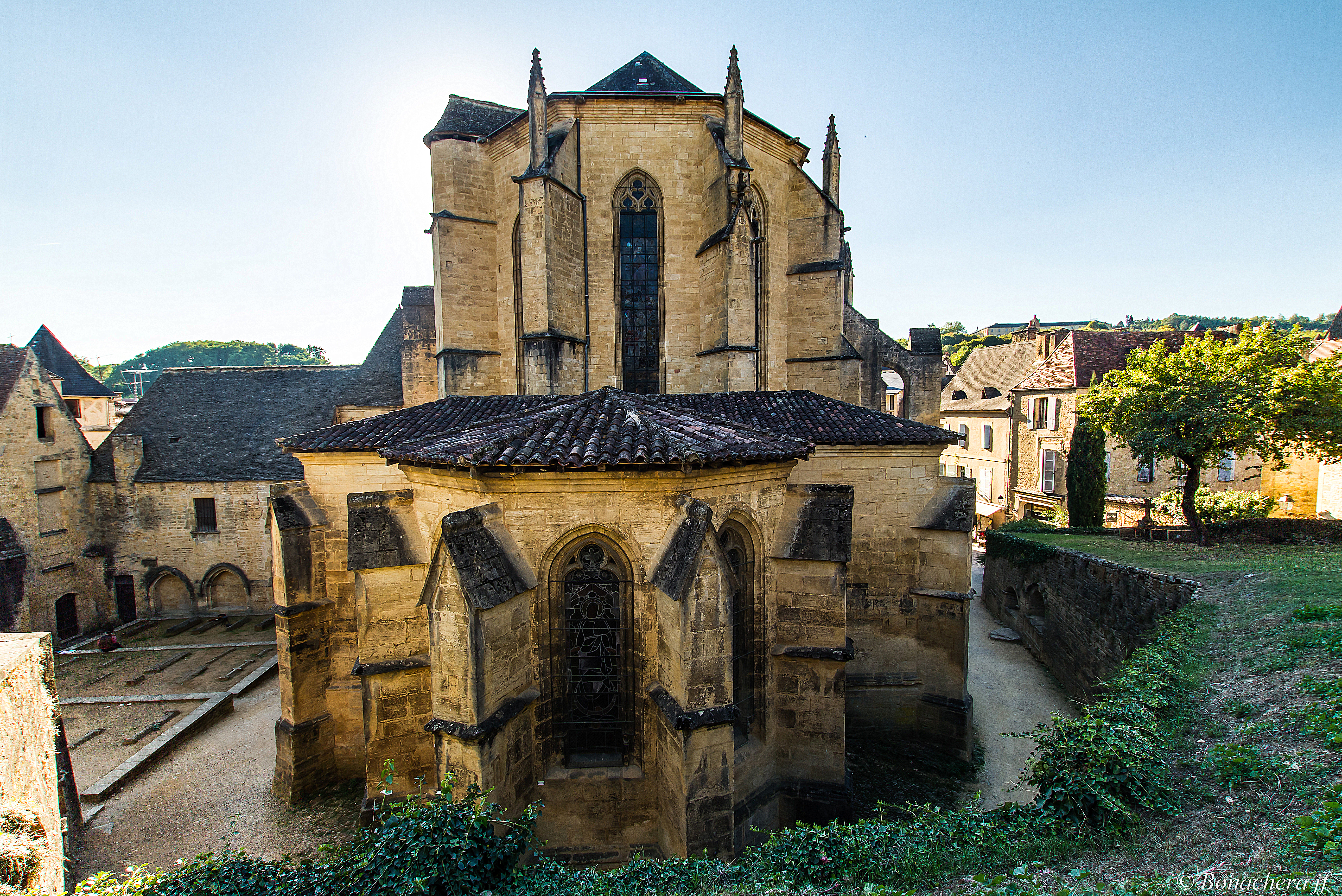
主教座堂
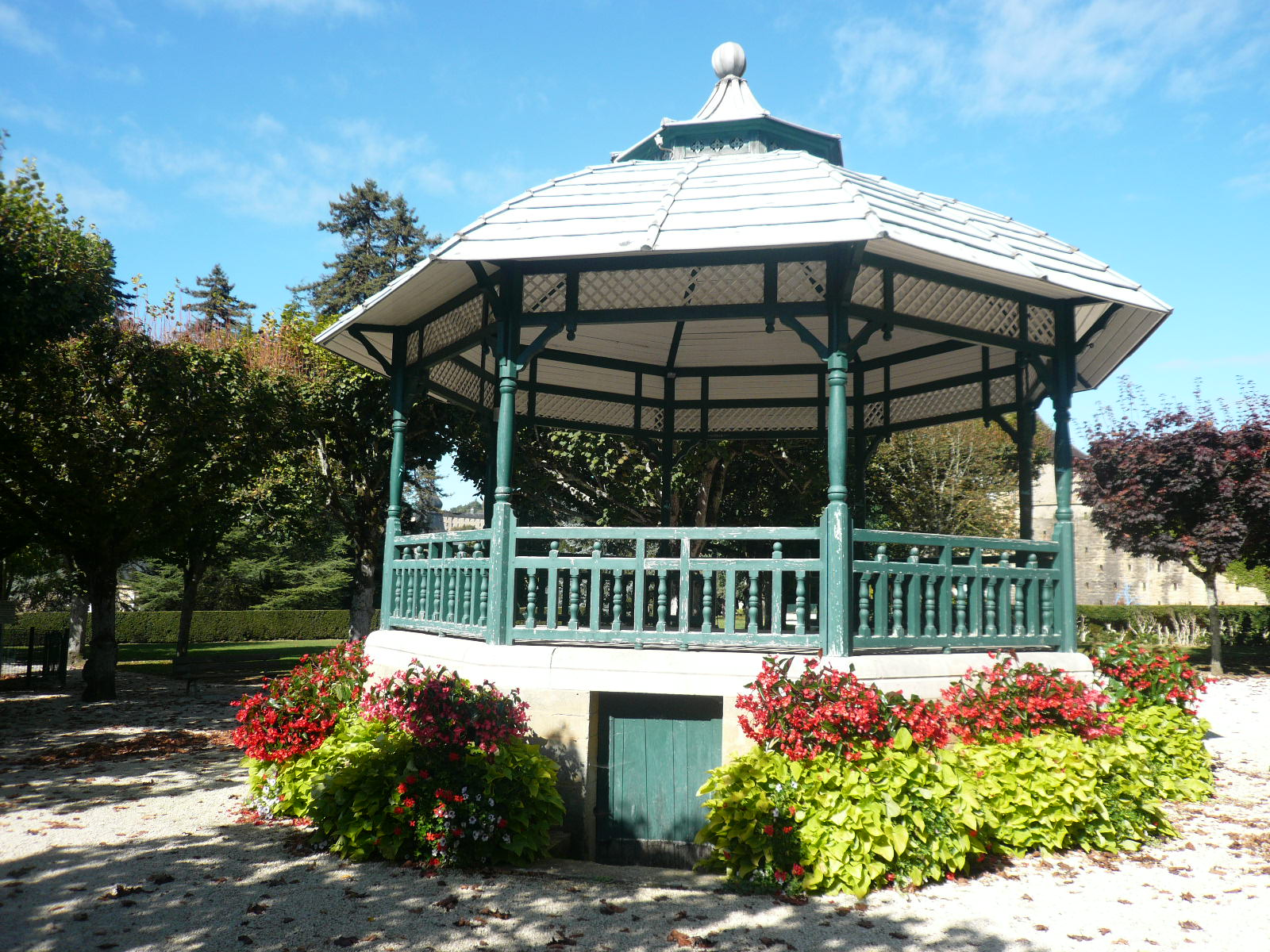
凉亭
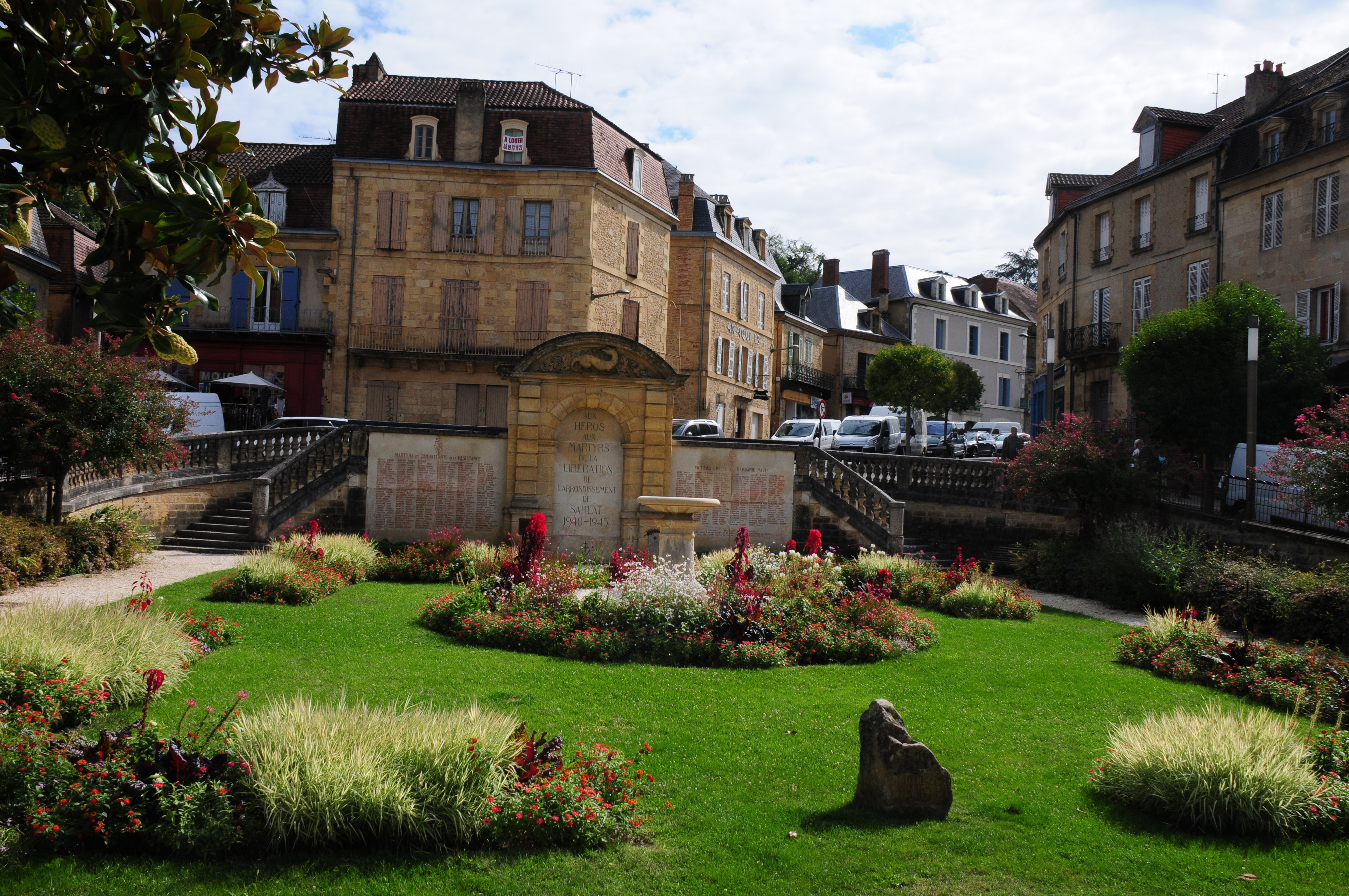
二战纪念碑

### 旅游

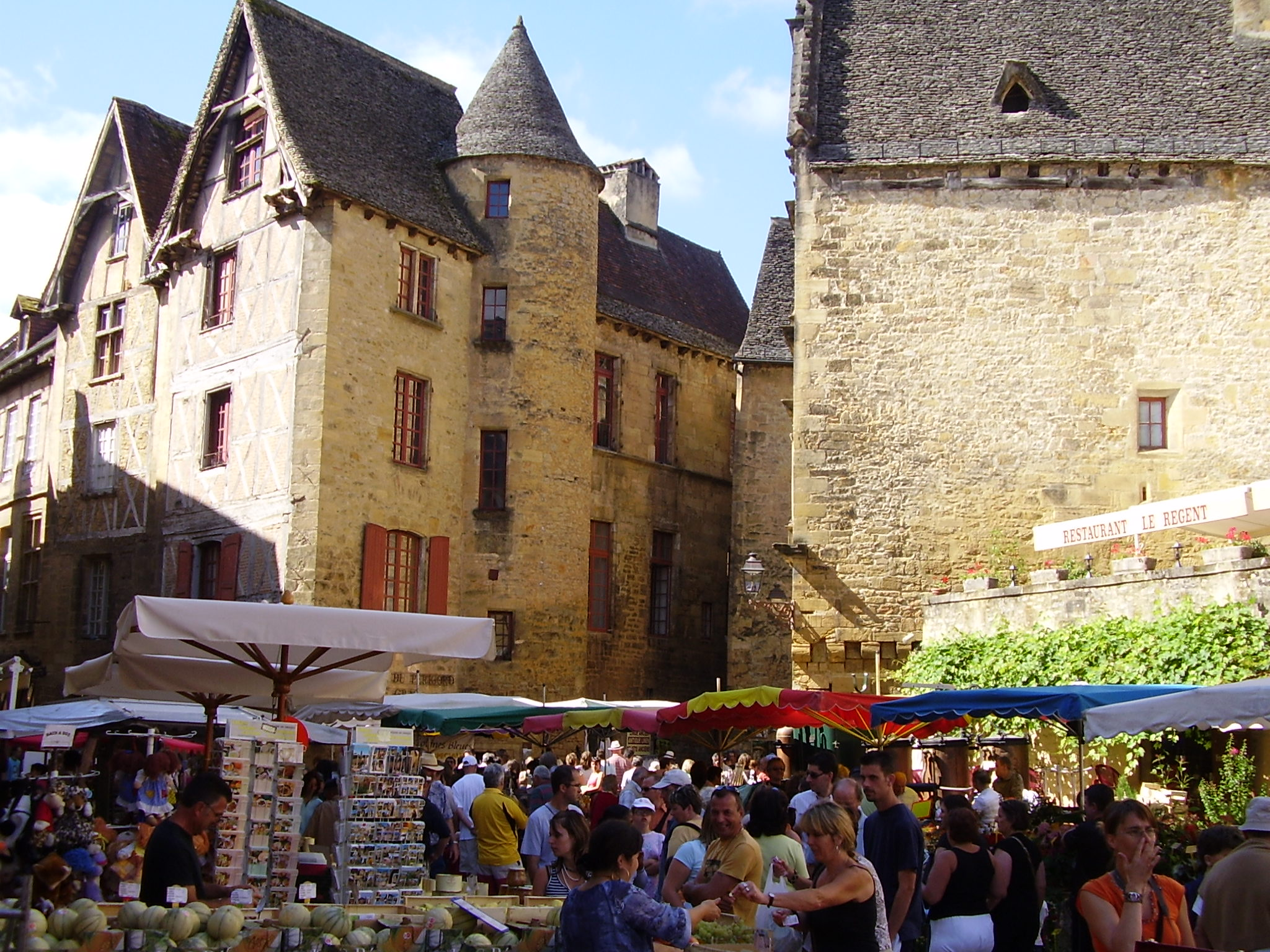
萨拉老城集市

萨拉拉卡内达是法国重要的旅游城市之一，被评为“法国最美小城”之一，同时也被《米其林旅游杂志》评为“三星级推荐”（最高级别）。
萨拉拉卡内达地区的旅游事务由其所属的公共社区负责。2020年，萨拉拉卡内达境内共有24个宾馆共计645间房间，另有5个露营地，可容纳共587辆露营车。

### 媒体
法国主要的媒体均可在萨拉拉卡内达接收，法国电视三台下属的新阿基坦大区频道在部分时段播出萨拉拉卡内达所属区域的地方新闻。

### 活动
萨拉戏剧节创建于1952年，以中世纪文化展示为主题，每年夏季举办，是当地重要的旅游项目。

### 文学与影视作品
多部电影在萨拉拉卡内达取景，代表性的包括羅伯特·侯賽因于1982年拍摄的《悲惨世界》和法国导演吕克·贝松于1999年拍摄的《圣女贞德》。

## 相关人物
法国作家和哲学家拉波哀西和法国社会学家加布里埃尔·塔尔德出生于萨拉。

## 友好城市
截至2020年8月，萨拉拉卡内达共与一座城市互为友好城市关系：
- 荷蘭 豪达